# 妇好鸮尊

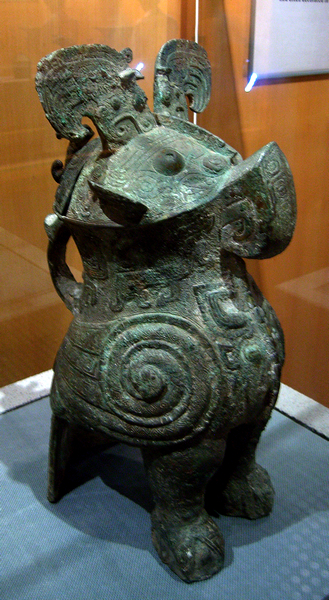
河南博物院所藏妇好鸮尊

妇好鴞尊，商代后期的青铜器，1976年出土于河南省安阳市殷墟妇好墓，共两件，分别藏于中国国家博物馆和河南博物院。妇好为商王武丁的配偶。
鸮在古代被视为战神，而妇好曾多次出征；在中国古代青铜器中，鸮纹形象仅见于商代后期，西周青铜器还未发现鸮纹。

## 基本信息
- 所属时间：商代晚期（公元前11世纪）[2]
- 形制分类：尊（青铜酒器）[2]
- 出土时间：1976年[2]
- 出土地点：妇好墓（河南省安阳市殷墟）[2]
- 器物通高：45.9厘米[1]。
- 器物口长：16.4厘米[2]

## 铭文
器口内有铭文“妇好”二字。